# The Other Half
The Other Half byla kalifornská hard a psychedelická rocková hudební skupina fungující v druhé polovině 60. let 20. století.

## Členové skupiny
- Jeff Nolan – zpěv
- Randy Holden – sólová kytara, zpěv
- Geoff Westen – rytmická kytara, zpěv
- Larry Brown – baskytara
- Danny Woody – bicí

## Diskografie

### Singly
- "Mr. Pharmacist"
- "Flight of the Dragon Lady" Acta
- "I Need You" / "Wonderful Day"

### Alba
- The Other Half (1968)
- Mr. Pharmacist (1982)